# Godzilla vs. Kong
Godzilla vs. Kong ist ein US-amerikanischer Science-Fiction-Actionfilm aus dem Jahr 2021 von Adam Wingard. Die Fortsetzung von Michael Doughertys Godzilla II: King of the Monsters (2019) basiert auf dem gleichnamigen japanischen Filmmonster der Tōhō-Studios. Die Produktion gehört zum MonsterVerse.

## Handlung
Der Film beginnt irgendwo auf Skull Island, wo Kong erwacht. Kurz nachdem Kong einen Baum in den Himmel geworfen hat, stellt sich heraus, dass es sich in Wirklichkeit um eine riesige Biokuppel handelt, in der er von Monarch-Wissenschaftlern untersucht wird. Er hat sich unbemerkt mit Jia, der gehörlosen Adoptivtochter von Dr. Ilene Andrews, angefreundet und kommuniziert mit ihr durch Gebärdensprache. Währenddessen versucht Bernie Hayes, ein Angestellter der Apex Cybernetics Corporation und Herausgeber des „Titan Truth Podcasts“, Zugang zu Informationen über die Aktivitäten einer Apex-Einrichtung in Pensacola zu gelangen. Doch gerade als er das Herunterladen der Dateien beendet hat, taucht Godzilla auf und greift die Anlage an. Während Godzillas Angriff entdeckt Bernie in den Trümmern der Anlage ein seltsames Stück Technologie, das einem riesigen Roboterauge ähnelt.
Die Nachricht von Godzillas Angriff hat die Sicht der Menschen auf Godzilla verändert. Eine, die immer noch glaubt, dass Godzilla nicht ohne Grund angreift, ist Madison Russell, die Tochter des ehemaligen Anthrozoologen Mark Russell. Sie hört regelmäßig Bernies Podcast und bekommt so mit, dass die Anlage in Pensacola für alles, was mit Godzilla los ist, verantwortlich ist. In Philadelphia besuchen Apex-Chef Walter Simmons und Ren Serizawa den ehemaligen Monarch-Wissenschaftler Dr. Nathan Lind. Sie sprechen Nathan auf seine Theorie der Hohlen Erde an, da sie eine Energiequelle in der Hohlen Erde entdeckt haben. Walter will die dortige Energie nutzen, um Godzilla zu bekämpfen. Nathan sucht Ilene, seine frühere Kollegin, auf, um sie davon zu überzeugen, Kong zu benutzen, um die Energiequelle zu finden. Sie zögert, da sie weiß, dass Godzillas und Kongs Vorfahren verfeindet waren, willigt aber schließlich ein.
Kong wird an Bord eines Transportschiffs gebracht, wo sich der Besatzung Walters Tochter Maya anschließt, um sicherzustellen, dass die Operation planmäßig verläuft. Während das Schiff in Richtung Antarktis fährt, findet Ilene heraus, dass Jia mit Kong kommunizieren kann. Kurz darauf trifft Godzilla ein und greift die Eskortschiffe der US Navy an, bevor er das Transportschiff zum Kentern bringt und dabei beinahe Kong, sowie alle anderen ertränkt. Glücklicherweise gelingt es Nathan, Kong zu befreien, indem er seine Ketten öffnet und ihm ermöglicht, sich zu verteidigen. Kong schafft es, an die Oberfläche zu schwimmen und das Schiff wiederaufzurichten. Der Kampf verlagert sich daraufhin auf einen nahegelegenen Flugzeugträger, wo die beiden Titanen sich einen heftigen Schlagabtausch liefern, bis Kong Godzilla zurück ins Meer stoßen kann. Godzilla zerstört mit seinem Atem den Flugzeugträger, Kong schafft es, dem Angriff auszuweichen, wird aber von Godzillas Schwanz gepackt und in die Tiefe gezogen. Durch die Hilfe der Navy, die Wasserbomben abfeuert, gelingt es Kong, sich zu befreien und an die Oberfläche zu gelangen. Da der Kampf erst endet, wenn einer der Titanen nachgibt, schlägt Nathan vor, alle Schiffssysteme herunterzufahren, um Godzilla glauben zu lassen, dass er gewonnen hat. Dies gelingt schließlich und Godzilla schwimmt davon. Da sie nicht per Schiff in die Antarktis gelangen können, fliegen sie mit einem sedierten Kong zum Eingangspunkt der Inneren Erde. Bei ihrer Ankunft erklärt Jia Kong, dass sein Zuhause und seine Familie möglicherweise dort unten sind, was den Titanen dazu veranlasst, den Tunnel zu betreten, gefolgt von den Teams in ihren HEAVs (Hollow Earth Aerial Vehicles, also Hohlerde-Luftfahrzeugen).
Bernie schließt sich Madison und Josh bei ihren Ermittlungen an. Sie schleichen sich in die zerstörte Apex-Basis, entdecken eine geheime unterirdische Anlage und werden in einen Hyperloop-Transport zum Apex-Hauptquartier in Hongkong eingeschlossen, wo sie einen Test von Mechagodzilla vorfinden. Er wird telepathisch von Ren Serizawa, dem Sohn des verstorbenen Ishirō Serizawa, über neuronale Netze aus dem abgetrennten Kopf von Ghidorah gesteuert. Walter will sich die Energie der Hohlerde zunutze machen, um Mechagodzillas begrenzte Energieversorgung zu überwinden.
Im Inneren der Hohlerde finden Kong und das Team ein Ökosystem vor, das der Skull Island ähnelt. Im Thronsaal der Vorfahren seiner Spezies finden sie die Überreste eines alten Krieges mit Godzillas Artgenossen und eine glühende Axt, die aus den Rückenplatten eines anderen Godzillas gefertigt wurde. Das Apex-Team identifiziert die Energiequelle und schickt ihre Signatur trotz Andrews’ Protesten zurück zu ihrer Basis in Hongkong. Angelockt durch die Aktivierung von Mechagodzilla, kommt Godzilla in Hongkong an. Godzilla bohrt mit seinem atomaren Atem einen Schacht direkt in den Thronsaal. Maia und der HEAV des Apex-Teams werden von Kong zerquetscht. Kong, Andrews, Jia und Lind steigen nach Hongkong auf, wo sich Kong mit Godzilla einen letzten Kampf liefert, aus dem Godzilla siegreich hervorgeht und Kong sterbend zurücklässt.
Madison, Josh und Bernie werden von den Sicherheitskräften gefangen genommen und zu Walter gebracht, der Ren befiehlt, den Mechagodzilla zu aktivieren, der dann von Ghidorahs Bewusstsein übernommen wird. Er tötet Walter, versetzt Ren einen Stromschlag und überwältigt Godzilla. Lind erweckt Kong wieder, indem er den HEAV auf seiner Brust explodieren lässt, der wie ein Defibrillator wirkt. Jia überredet Kong, Godzilla zu helfen. Als Mechagodzilla beide Titanen überwältigt, schließt Josh kurzzeitig Mechagodzillas Steuerung mit Bernies Schnapsflasche auf dem Bedienfeld kurz. Godzilla lädt Kongs Axt mit seinem atomaren Atem auf und ermöglicht es Kong, Mechagodzilla zu zerstören. Madison, Bernie und Josh treffen sich wieder mit Madisons Vater Mark, während Godzilla und Kong sich gegenüberstehen. Doch Kong lässt seine Waffe fallen als Zeichen, das er nicht mehr kämpfen will. Die beiden erkennen sich gegenseitig an und gehen getrennte Wege.
Einige Zeit später richtet Monarch einen Beobachtungsposten in der Hohlerde ein, wo Kong nun herrscht.

## Produktion
Der Film wurde in Australien an der Gold Coast, im Fortitude Valley gedreht, außerdem in Hawaii, darunter auf Sand Island, und in New York City.
Der Film sollte ursprünglich am 29. Mai 2020 bzw. am 13. März 2020 in die US-amerikanischen Kinos kommen. Der Kinostart wurde später für den 20. November 2020 angekündigt und schließlich wegen der COVID-19-Pandemie zunächst auf den 21. Mai und später auf den 31. März 2021 verschoben. Seit diesem Datum war der Film außerdem für einen Monat ohne Aufpreis auf HBO Max verfügbar.
Der deutsche Kinostart folgte am 1. Juli 2021. In Deutschland wurde Godzilla vs. Kong offiziell am 30. September 2021 auf DVD und Blu-Ray veröffentlicht.

## Hintergrund
Es ist der erste Film seit Die Rückkehr des King Kong (58 Jahre zuvor), in dem King Kong und Godzilla wieder aufeinander treffen, und der vierte Teil des MonsterVerses. Er spielt fünf Jahre nach den Ereignissen aus Godzilla: King of the Monsters und 51 Jahre nach Kong: Skull Island, dessen Handlung im Jahr 1973 angesiedelt ist.
Ursprünglich wollte schon Tōhō in den 1990er Jahren ein Remake mit Godzilla gegen King Kong drehen, doch der Rechteinhaber Firma Turner Entertainment lehnte den Vorschlag ab.
Außerdem ist dies der zweite Film mit King Kong, in dem Kyle Chandler eine Rolle spielt. Chandler war zuvor in King Kong (2005) zu sehen, obwohl dieser Film nicht mit diesem verbunden ist.

## Rezeption
Godzilla vs. Kong  erzielte durch Kinoaufführungen weltweit Einnahmen von rund 470,1 Millionen US-Dollar. Der Film war der bis dahin kommerziell erfolgreichste Kinostart während der COVID-19-Pandemie.
Auf der US-amerikanischen Website Rotten Tomatoes gefiel der Film rund 75 Prozent der 370 gewerteten Kritiker. Beim Publikum konnte er ein Rating von 91 Prozent erzielen basierend auf mehr als 10.000 Bewertungen.
Jörg Buttgereit schrieb im Ray-Filmmagazin: „Der naive Plot von Godzilla vs. Kong wirkt mit seinen inhaltlichen Versatzstücken aus Jules Vernes alter Erzählung ‚Die Reise zum Mittelpunkt der Erde‘ ebenso aus der Zeit gefallen wie die Urweltgiganten. Der Film ist überaus flott erzählt und Regisseur Adam Wingard scheint Figurenentwicklung für Zeitverschwendung zu halten. Die menschlichen Protagonisten sind holzschnittartige Genre-Stereotypen, die lediglich als Ringrichter für die Monsterikonen agieren. Dabei hegt Wingard eindeutig mehr Sympathien für den sanftmütigen Underdog Kong.“ Godzilla porträtiere er als übermächtige Zerstörungsmaschine, die in ihrer Aggressivität nur von ihrem seelenlosen Doppelgänger Mechagodzilla übertroffen werde. Der für Hollywood typische Realitätsanspruch bei der Visualisierung der Spezialeffekte sei das genaue Gegenteil der bewusst künstlich und poetisch angelegten Phantasiewelt des japanischen Klassikers Die Rückkehr des King Kong. „Aber genau in dieser zeitgemäßen Neuinterpretation liegt der Lustgewinn des bildgewaltigen Spektakels.“